# Martin Brod
Martin Brod (szerbül:  Мартин Брод) szerb falu Bosznia-Hercegovinában, Bihács községben, a Bosznia-hercegovinai Föderáció Una-Szanai kantonjában.

## Fekvése
Bihács központjától légvonalban 42 km-re délkeletre, Drvartól 20 km-re északnyugatra, közvetlenül a horvát határ mellett fekszik azon a helyen, ahol az Unac belefolyik az Unába. Megközelítés Bihács felől is lehetséges Kulen Vakufon keresztül, majd további 8 km-t kell menni az új aszfaltúton.

## Népessége
Lakossága 2013-ban 124 fő volt, mely csaknem teljes egészében szerb etnikumú volt.
| Nemzetiségi csoport | Népesség 1991 | Népesség 2013 |
| ------------------- | ------------- | ------------- |
| Szerb               | 180           | 120           |
| Bosnyák             | 2             | 1             |
| Horvát              | 1             | 0             |
| Jugoszláv           | 5             | 0             |
| Egyéb               | 0             | 3             |
| Összesen            | 188           | 124           |

## Története
Ermény/Ormán (Rmanj) középkori vára a 14. század végén vagy a 15. század elején épült az Unac és az Una folyók találkozásánál. Királyi várként a középkori Lapac megye székhelye volt. Az 1396-os feljegyzések szerint ezt a várat Konubának (castrum Conub) hívták. A várat Zsigmond magyar király 1431-ben Frangepán Miklósnak zálogosította el. 1436 körül egy ideig a várban lakott Frangepán János özvegye, Nelipić Katalin, aki leveleit Ormán grófnéja néven írta alá. 1449-ben a birtokmegosztáskor a várat János gróf fia, Frangepán György cetini gróf szerezte meg. 1505-ben Corvin János özvegye, Frangepán Beatrix volt a birtokosa. 1525-ben még említik várnagyát, de utána sorsa ismeretlen. A 15. században a vár alatt egy iparos-kereskedő település fejlődött ki, melyet 1494-ben már „civitas”ként (város) említenek. Itt egy átkelőhely is volt az Unán.

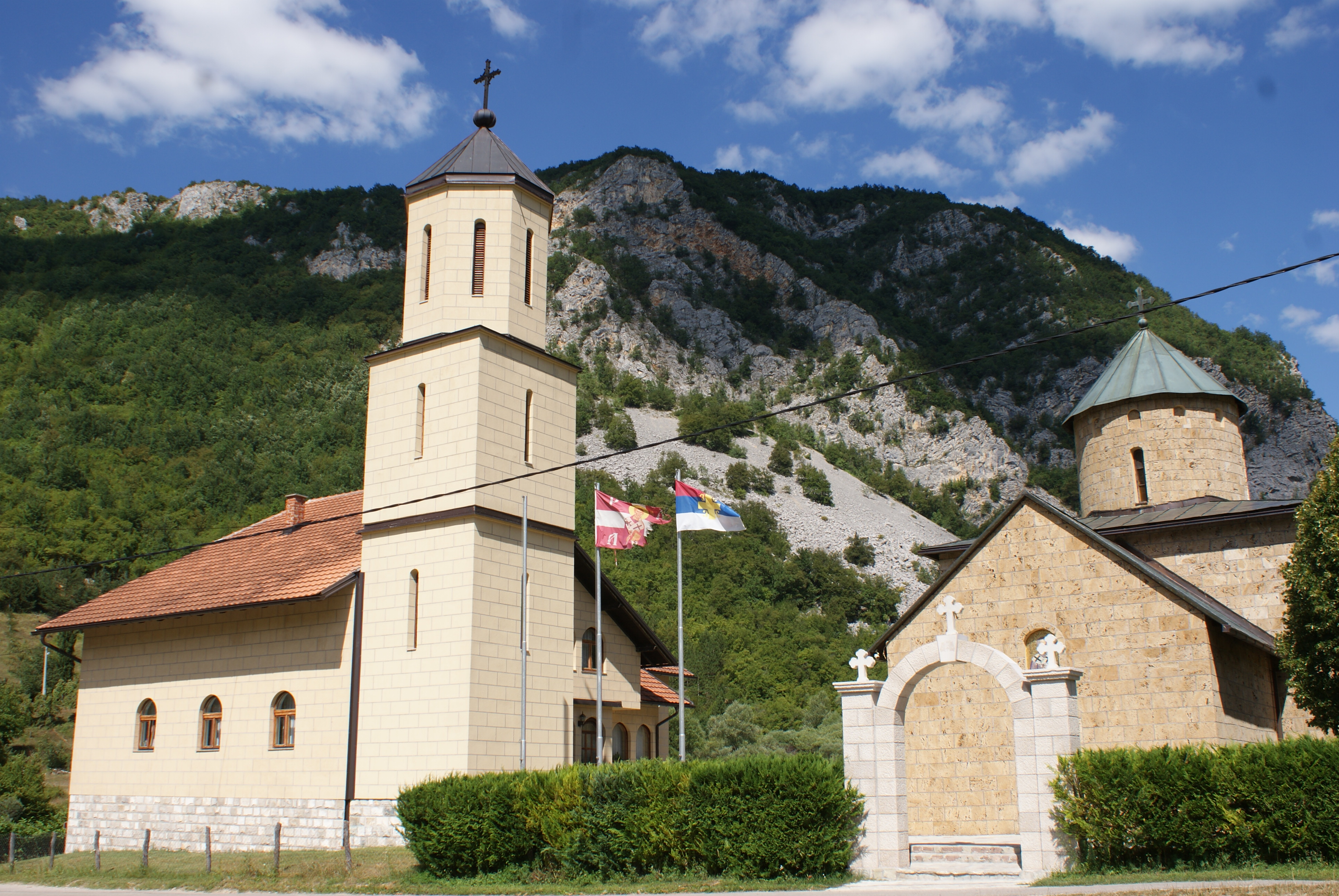
A rmanji kolostor

Az első megbízható információ a rmanji kolostorról 1498-ból származik. A kolostor alapításának pontos éve nem határozható meg, bár a 16. század végén ez volt a legnyugatibb szerb ortodox kolostor. Az első megbízható adat a rmanji kolostor létezéséről 1443-ból származik, a török nyomásra kitört szerb népvándorlások idejéből, amelyben a kolostor szerzetesei is részt vettek. A Rmanj szerzetesek említése a 15. század végére tehető, 1498-ból, amikor Petar, Petrašanin és Vukodrag hercegek fizettek a kolostor létrehozásáért. 1515 nyarán ezüst tárgyakat kapott, egy nagy ezüst kehelyt és egy nagy ezüst tömjénezőt. Miután ezt a területet az Oszmán Birodalom meghódította, a kolostort a szerzetesek 1578-ban ideiglenesen elhagyták. Teli Hasan pasa boszniai beglerbég testvére, Gavrilo Predojević ortodox szerzetes székhelyeként újjáépíttette. A 17. század elején a Dabar-Bosznia Szerb Ortodox Metropolita székhelye lett, és körülbelül 110 évig maradt ebben a minőségében. Miután a törökök 1663-ban felgyújtották a kolostort, később újjáépítették, majd 1737-ben ismét elfoglalták. Az 1787–1791-es osztrák-török háború során újra leégett. Az oszmán hatóságok 1863-ban engedélyezték a kolostor újjáépítését, ez két év alatt sikerült is. Az 1875-ös és 1876-os boszniai oszmánellenes felkelés során súlyosan megsérült. A következő évben Arthur Evans ellátogatott Rmanjba (amit "Ermanja" néven nevezett), és egyik levelében leírta a kolostortemplomban okozott károkat, amelyeket egy boszniai muszlim hűbérúr vezette csapatok okoztak. A kolostort 1883-ban ismét megjavították. A második világháborúban a kolostorban a jugoszláv partizánok tábori kórházát szerveztek. Emiatt a németek bombázták, és 1944. április 23-án teljesen megsemmisítették. Bosznia-Hercegovina nemzeti műemlékévé nyilvánították.
A múltban Martin Brod minden lakója vízből és annak energiájából élt. Martin Brodban szinte minden háznál folyik egy patak, és mindegyiket egy vagy akár két malom szolgálta ki. A környező területekről gabonát vittek Martin Brodba, ahol lisztté őrölték. Ez annyira jól menő tevékenység volt, hogy maguknak Martin Brod lakosságának soha nem kellett gabonát vetniük, mert azt a gabona megőrléséért cserébe szerezték meg.
1995-ig, Jugoszlávia felbomlásáig a település Drvar község része volt.

## Nevezetességei
- A településen található a Rmanji szerb ortodox templom 15. századi kolostora. A kolostor a második világháborúban pusztult el. 1974-ben a szocialista jugoszláv hatóságok engedélyezték a kolostor felújítását.[3] Temploma az 1980-as években készült el, a szerzetesi kollégium alapját 1993-ban szentelték fel. 1995-ben, a horvát hadsereg Vihar hadművelete során a kolostort ágyúzták és súlyosan megrongálták.[4] Ezt követően horvát katonák elaknásították a kolostor templomát, de az aknákat az SFOR brit katonái eltávolították. A kollégium 2006-ban készült el, a következő évben pedig három szerzetes lakta a kolostort.[3] 2007-ben a Rmanj kolostort a KONS[6] Bosznia-Hercegovina nemzeti emlékévé nyilvánította.[4] A kolostor Bosznia-Hercegovina, Lika és Dalmácia északi hármashatárának szellemi központja.

- Ermény/Ormán várának romjai az Unac bal partján, a folyó unai torkolata mellett találhatók. Falait teljesen lebontották, csak a 10 méter magas, hengeres torony maradt meg belőle.[2] Könnyen megközelíthelyő helyen, gyümölcsösök és legelők között, egy kis magaslaton áll.

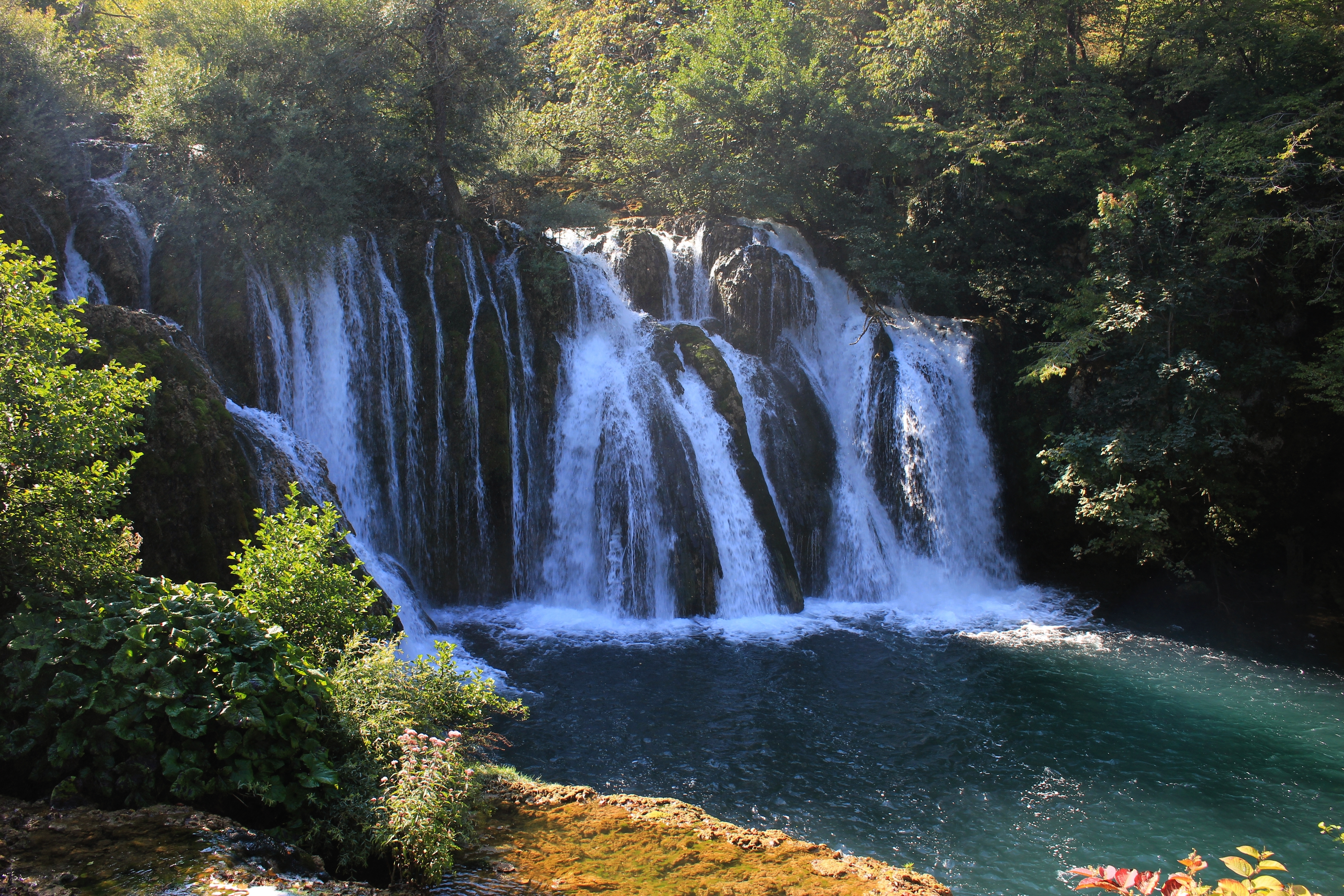
A martin brodi nagy vízesés

- Martin Brod természeti szépségéről is ismert, különösen az azonos nevű vízesésről. Ennek a vízesésnek 54 m magas mésztufa gátja van, és percenként átlagosan 63 m3 víz folyik át rajta. A vízesések a rendkívül tiszta, mohában és algákban gazdag víznek köszönhetően, amelyek travertin gátakat képeznek, és amelyekről a víz lehull, hosszú időn keresztül alakultak ki. A megközelítés a hidak és a kilátó az Európai Unió (EU) által finanszírozott „Una – az élet forrása” határon átnyúló együttműködési projekt részeként valósult meg.

- A néhány éve Martin Brod közelében rendezik a hagyományos Una regattát (nemzetközi kajakverseny).

- Martin Brod Európaszerte a raftingjáról ismert. A rafting szezon áprilistól októberig tart.

## Fordítás
- Ez a szócikk részben vagy egészben  a   Martin Brod című bosnyák Wikipédia-szócikk ezen változatának fordításán alapul.  Az eredeti cikk szerkesztőit annak laptörténete sorolja fel. Ez a jelzés csupán a megfogalmazás eredetét és a szerzői jogokat jelzi, nem szolgál a cikkben szereplő információk forrásmegjelöléseként.